# Johann Sebastian Paetsch
Johann Sebastian Paetsch (Colorado Springs, 11 aprile 1964) è un violoncellista e musicista statunitense.

## Biografia

### Prima educazione musicale
Paetsch iniziò i suoi studi per violoncello con il padre, Günther Paetsch (anch'egli violoncellista), all'età di 5 anni e tenne il suo primo recital all'età di 6 anni. La sua vasta esperienza in musica da camera iniziò fin dall'infanzia con la sua grande e talentuosa famiglia di 9 persone. Le sue tre sorelle Phebe, Michaela e Brigitte e i suoi tre fratelli Christian, Engelbert e Siegmund impararono tutti gli strumenti a corda. Paetsch imparò e interpretò quasi l'intero repertorio di musica da camera per archi con la sua famiglia The Paetsch Chamber Music Ensemble in numerosi concerti in tutti gli Stati Uniti.

### Educazione musicale ufficiale
Paetsch studiò alla Butler University con il principale violoncellista della Indianapolis Symphony, Arkady Orlovsky, dove conseguì la laurea di primo livello magna cum laude. Proseguì poi gli studi di violoncello presso la Yale University di New Haven, nel Connecticut, con il famoso violoncellista e insegnante Aldo Parisot, dove conseguì il Diploma di Laurea in Musica e in seguito il master in Musica. Continuò poi a studiare in Germania alla Musikhochschule di Lubecca con David Geringas dove ricevette il suo Konzertexamen. Partecipò a masterclass con violoncellisti come Yo-Yo Ma, Mstislav Rostropovich, János Starker, Bernard Greenhouse e Mischa Maisky. Come membro dei Yale Cellists, prese parte alla registrazione di due CD di fama mondiale.

## Premi e riconoscimenti
Vincitore di numerosi premi, Paetsch si è aggiudicato il primo premio al Concorso Emanuel Feuermann e il primo posto al Concorso per la Fondazione Giovani Musicisti a Los Angeles, in California. Ebbe anche un grande successo al concorso ARD, a Monaco, nel prestigioso Concorso Internazionale Çajkovskji di Mosca e nel Concorso Rostropovitch, svoltosi a Parigi.
Paetsch si è esibito regolarmente in Giappone, Europa, Nord e Sud America. Ha collaborato con artisti come Vadim Repin, Gidon Kremer, Jean-Bernard Pommier, Eduard Brunner e il Wilanow Quartet.
Come solista fece tappa in molte capitali del mondo, esibendosi in concerti di Haydn, Antonin Dvořák, Shostakovich, Prokofiev, Schumann, Čajkovskij e altri. Le sue esibizioni e registrazioni del Doppio Concerto di Brahms in collaborazione con la sorella e violinista Michaela Paetsch, hanno avuto luogo negli Stati Uniti, in Canada, in Svizzera e in Germania. È stato solista con l'Orchestra della Svizzera italiana in spettacoli e registrazioni di grandi pezzi come Boccherini, Camille Saint-Saëns, Kabalevsky e i due Concerti di Haydn, così come il Don Chisciotte di Strauss con il direttore Alain Lombard.
All'Università Yale Paetsch incontrò la sua futura moglie, la violinista Yoko Miyagawa e si sposarono a Lugano, in Svizzera, nel 1994. Anche la prima figlia di Paetsch, Raphaela, nata a Lugano nel 1996, suona il violoncello. Sua figlia Valentina, nata nel 1998, suona il violino e suo figlio Dominic suona il violoncello. Raphaela, Valentina e Dominic hanno eseguito quintetti di archi in pubblico con il padre e la madre.
Dal 1992 Paetsch è stato primo violista solista dell'Orchestra della Svizzera italiana a Lugano, in Svizzera. È stato anche fondatore di un trio di pianoforte chiamato Trio Ceresio, che si è esibito in Europa, Giappone e Brasile.

## Accoglienza della critica
Il lavoro di Paetsch è stato ben accolto dalla critica musicale di tutto il mondo. Uno scrittore del Lübecker Nachrichten ha scritto ... un brillante pezzo da virtuoso che ha richiesto tutta la finezza di tutto ciò che si potrebbe immaginare da un violoncellista, ha deliziato il pubblico e li ha portati a un applauso scrosciante. Una recensione nella rivista The Strad ha applaudito le sue abilità di cellista, dicendo che era UN VIOLONCELLISTA di talento straordinario... Il suo modo di suonare è allo stesso tempo elegante e comunicativo e di stampo virtuoso. Inoltre un critico musicale del New Haven Register scrisse che Paetsch ha portato grande intensità e profondità di comprensione a questo complesso lavoro.... il secondo movimento era squisitamente inquietante. Il suo lavoro a più tappe si è distinto sia per la sua bellezza lirica che per l'eccellenza tecnica.

## Composizioni e trascrizioni
Paetsch è anche un noto campione di opere trascritte per violoncello solo. Nel 2013 Paetsch ha trascritto la Sonata per pianoforte di Franz Liszt in Si minore, S.178, per violoncello solo. Nel 2015 trascrisse 3 pezzi da BWV 565, 903 e 1004 di Johann Sebastian Bach per violoncello solo. Questo include la Toccata e Fuga in Re minore BWV 565, la Fantasia cromatica BWV 903 e la Ciaccona dalla Partita n. 2 BWV 1004.